# سيدني بوكمان
سيدني سافوري بوكمان (بالإنجليزية: Sydney Savory Buckman)‏ هو إحاثي وعالم في وصف طبقات الأرض بريطاني وهو رائد علم تاريخ طبقات الأرض، ولد في الثالث من أبريل عام 1860 في سيرينسيستر وتوفي في السادس والعشرين من فبراير عام 1929. اشتهر لدراسته عضديات الأرجل والأمونيت في العصر الجوراسي.

## سيرته
كان سيدني الولد الأكبر للجيولوجي وعالم النبات البروفيسور (جيمس بوكمان)، وقد نشر أولى أوراقه العلمية عام 1883 وكانت عن عضديات الأرجل.